# Драгунский, Давид Абрамович
Дави́д Абра́мович Драгу́нский (2 [15] февраля 1910, Святск — 12 октября 1992, Москва) — советский военный и политический деятель, дважды Герой Советского Союза (23.09.1944, 31.05.1945). В Великую Отечественную войну — командир 55-й гвардейской танковой бригады. Начальник Высших офицерских курсов «Выстрел» (1969—1985). Генерал-полковник танковых войск (06.11.1970).

## Молодые годы
Родился в бедной еврейской семье в посаде Святск Суражского уезда Черниговской губернии. Отец его по профессии был портной. В семье было 8 детей. Во время немецкой оккупации в Великую Отечественную войну в январе 1942 года все еврейские жители Святска, которые не успели эвакуироваться (148 человек), были расстреляны, лишь несколько человек сумели бежать и присоединиться к партизанскому отряду. Во время этого преступного акта Холокоста было уничтожено 74 человека из семьи и родственников Драгунских, в том числе его отец и мать, дедушка и бабушка, старшая сестра (с тремя малолетними детьми), младшая сестра 15-ти лет. Из четверых братьев Драгунских двое (Зелик и Шавель) погибли на фронте, двое были ранены. Давид окончил школу-девятилетку имени М. И. Калинина в городе Новозыбкове Брянской губернии в 1928 году. Сразу после этого по комсомольской путёвке направляется на стройку в Москву, где работал в тресте «Мосстрой»: чернорабочий, землекоп, слесарь по отоплению и канализации. В 1931 году вступил в  члены ВКП(б)  и по партийной мобилизации направлен на работу в сельское хозяйство: заведующий избой-читальней в селе Ахматово Молоковского района Калининской области, председатель Ахматовского сельского совета, секретарь объединённой партийной организации четырех сельских советов, с конца 1932 года — инструктор Молоковского районного комитета ВКП(б).

## Довоенная служба в РККА
В феврале 1933 года призван в Красную Армию. Служил курсантом в полковой школе 4-го стрелкового полка 2-й стрелковой дивизии Белорусского военного округа (Минская область). В октябре 1933 года окончил школу и подал рапорт о направлении в военное училище. В 1936 году с отличием окончил Саратовское бронетанковое училище и направлен для прохождения службы на Дальний Восток.
С ноября 1936 года — командир танкового взвода 32-го отдельного танкового батальона 32-й стрелковой дивизии Отдельной Краснознаменной Дальневосточной армии, который дислоцировался в то время на станции Раздольное, с сентября 1937 года командовал танковой ротой в этом батальоне. Одним из первых на Дальнем Востоке провёл свой танк Т-26 (абсолютно не запроектированный конструкторами для роли амфибии) под водой через бурную реку Суйфун (ныне — Раздольная) и через 15 минут вывел его на противоположный берег. Для этого Драгунский предварительно дооборудовал танк двумя трубами, а негерметичные участки обмазал суриком и солидолом. За эту инициативу Драгунский получил первую свою награду — именные часы от командира дивизии.
В качестве командира танковой роты участвовал в боях у озера Хасан в июле—августе 1938 года. Там Д. А. Драгунский дважды водил свою роту в танковые атаки и за отвагу удостоен своего первого ордена — ордена Красного Знамени. В мае 1939 года перспективный командир-орденоносец направлен на учёбу в Военную академию РККА им. М. В. Фрунзе.

## Великая Отечественная война
Начало войны застало его в крепости Осовец на западной границе, где в составе 2-й Белорусской дивизии Драгунский, в числе других слушателей академии, проходил лагерный сбор и стажировку. На непродолжительное время слушатели возвратились в Москву, где вскоре старший лейтенант Драгунский получил назначение на Западный фронт командиром танкового батальона в 242-ю стрелковую дивизию, воевал в Смоленском сражении. В сентябре 1941 года назначен начальником оперативного отделения штаба 242-й стрелковой дивизии. В начале октября 1941 года дивизия попала в Вяземский котёл, где Драгунский стал начальником разведки группы генерала Хоруженко. Из кольца окружения тогда удалось прорваться.
В ноябре 1941 года зачислен слушателем Высшей военной академии имени К. Е. Ворошилова, в апреле 1942 года окончил ускоренный курс этой академии. С апреля 1942 года — в группе офицеров при Главнокомандующем войсками Северо-Кавказского направления Маршале Советского Союза С. М. Будённом, с июня 1942 — старший помощник начальника оперативного управления главного командования Северо-Кавказского направления, с июля 1942 — начальник разведывательного отдела штаба автобронетанкового управления Черноморской группы войск Закавказского фронта. Участник битвы за Кавказ.
С октября 1942 года воевал начальником разведки 3-го механизированного корпуса на Калининском фронте, а в ноябре 1942 года назначен начальником штаба 1-й механизированной бригады этого же корпуса. В составе корпуса участвовал в операции «Марс» и в Курской битве. 11 августа 1943 года был ранен. За умелое руководство штабом бригады в оборонительном этапе Курской битвы (на протяжении 6—11 июля 1943 года обеспечивал отражение контратак противника, возглавив руководство бригадой после ранения командира бригады) подполковник Драгунский получил свой первый орден в Великой Отечественной войне — приказом командующего 1-й танковой армией от 22.07.1943 года он был награждён орденом Красной Звезды.
В конце октября 1943 года назначен командиром 55-й гвардейской танковой бригады 7-го гвардейского танкового корпуса 3-й гвардейской танковой армии, под его командованием эта бригада принимала участие в освобождении Киева и в Киевской оборонительной операции. За доблесть в Киевской наступательной операции был представлен к званию Героя Советского Союза. В этой операции за период с 4 по 14 ноября 1943 года бригада под командованием Драгунского прошла с боями свыше 200 километров, освободила более 10 населённых пунктов и отразила свыше 13 немецких контратак. В этих боях было уничтожено свыше 1000 и захвачено в плен около 600 немецких солдат и офицеров, уничтожено 25 танков и 30 орудий. Несколько суток бригада действовала в немецком тылу, нарушая коммуникации противника, после чего соединилась с наступавшими войсками. Представление подписал командир корпуса генерал-майор танковых войск К. Ф. Сулейков и его поддержал командующий армией генерал П. С. Рыбалко. Однако тогда звание Героя Драгунскому не было присвоено: с представлением не согласился командующий фронтом Н. Ф. Ватутин, заменивший награду на орден Красного Знамени.
Когда 9 декабря 1943 года в критический момент танкового боя у села Ялцовка (под городом Малин Житомирской области) подполковник Драгунский находился на броне своего танка, получил тяжёлое ранение от близкого разрыва немецкого снаряда. После госпиталя и лечения в санатории Железноводска Д. А. Драгунский вернулся в свою бригаду в июле 1944 года.
В это время бригада наступала: в разгаре была Львовско-Сандомирская операция. Принимал командование «на ходу» в разгар ожесточённых боёв. В конце июля 1944 года его бригада вышла к реке Висла. Средства переправы задерживались в пути, и командир бригады приказал собрать плоты из брёвен и досок, на которых удалось переправить танки. Благодаря этому был захвачен Сандомирский плацдарм на левом берегу Вислы. В дальнейшем на этом плацдарме происходили длительные упорные бои с переменным успехом, но в конце концов Драгунский сам возглавил решающую контратаку. За героизм и воинское мастерство, проявленные во время форсирования реки Висла, и за удержание Сандомирского плацдарма в период Львовско-Сандомирской операции командиру 55-й танковой бригады Драгунскому было присвоено звание Героя Советского Союза.
Отличился он и в следующей крупной наступательной операции — Висло-Одерской. Указом Президиума ВС СССР от 06.04.1945 года командир 55-й гвардейской танковой Васильковской Краснознаменной ордена Богдана Хмельницкого бригады гвардии полковник Драгунский награждён орденом Суворова 2-й степени за форсирование реки Нида, овладение городами Енджеюв, Велюнь и Рыбник.
В марте 1945 года Давид Абрамович был направлен на лечение: открылись старые раны. Но к битве за Берлин он «подоспел», заставив врачей ускорить курс лечения. К середине апреля 1945 года он вновь в своей 55-й бригаде. Его танкисты, беря пример отваги и мастерства со своего командира, отличились при форсировании Тельтов-канала, в штурме Берлина и в Пражской операции. 27 апреля 1945 года на западной окраине Берлина 55-я гвардейская танковая бригада полковника Драгунского соединилась с частями 2-й гвардейской танковой армии. Это привело к рассечению вражеского гарнизона на две изолированные части и падению столицы нацистской Германии. В сражении за Берлин с 16 по 30 апреля 1945 года танкисты гвардии полковника Драгунского уничтожили 795 немецких солдат и офицеров, 9 танков, 3 самоходных орудия, 7 бронемашин, 7 артиллерийских орудий и 37 автомашин, было захвачено 2 700 пленных, 5 разных складов, 4 паровоза и 190 вагонов, много других трофеев.
За умелое руководство действиями бригады в период штурма Берлина и проявленные при этом мужество и отвагу, а также за стремительный бросок бригады на Прагу, гвардии полковник Драгунский стал дважды Героем Советского Союза.
На фронте был ранен пять раз: тяжелые ранения получил 11 августа 1942 и 9 декабря 1943 года, лёгкие — 30 июня 1941, в августе 1941 и 8 июня 1942 года.

## После войны
Д. А. Драгунский принял участие в историческом Параде Победы 24 июня 1945 года. После войны продолжил службу в Советской армии. В августе 1945 года 55-я гвардейская танковая бригада была переформирована в 55-й гвардейский танковый полк, и Драгунский остался его командиром. В декабре 1947 года был направлен на учёбу.
В 1949 году Драгунский окончил Высшую военную академию имени К. Е. Ворошилова. С февраля 1950 года командовал 5-й гвардейской танковой дивизией. С августа 1957 года служил первым заместителем командующего 6-й гвардейской танковой армией, а с апреля 1959 года — на такой же должности в 1-й отдельной армии.
С мая 1960 года — командующий 7-й гвардейской армией Закавказского военного округа (штаб в Ереване). С июня 1965 года — первый заместитель командующего войсками Закавказского военного округа. С мая 1969 года — начальник Высших офицерских курсов «Выстрел» имени Маршала Советского Союза Б. М. Шапошникова. С октября 1985 года — в Группе генеральных инспекторов Министерства Обороны СССР. С ноября 1987 — в отставке.
12 октября 1992 года генерал Д. А. Драгунский умер.
Похоронен на Новодевичьем кладбище в Москве.

## Партийная и общественная работа
Общественной работой Драгунский интересовался с юности. В 19 лет он уже был депутатом Краснопресненского района Москвы (1930—1933). Член ВКП(б) с 1931 года. Член Центральной ревизионной комиссии КПСС (1971—1990). Он избирался делегатом XXII, XXIV, XXV, XXVI и XXVII съездов КПСС. В 1959 году Давид Абрамович был избран депутатом Днепропетровского горсовета депутатов трудящихся, а в 1962 году — членом Президиума ЦК КП Армении и депутатом Верховного Совета Армянской ССР.

## Еврейская иантисионистскаядеятельность

Могила Д. А. Драгунского на Новодевичьем кладбище Москвы.

В конце войны принимал участие в работе Еврейского антифашистского комитета (ЕАК). Давид Драгунский ещё в 1945 году ставил перед EAK задачу увековечить память своих погибших родных и земляков на Брянщине, а также установить памятники и мемориалы в других городах СССР. Его подпись стоит под большинством обращений ЕАК, хотя он не входил в президиум организации.
В 1950-е годы Драгунский часто представлял СССР за рубежом. В дальнейшем его подписи не раз появлялись под статьями антиизраильской направленности. Драгунский пропагандировал отрицательное отношение к движению советских евреев за алию.
«Для абсолютного большинства советских евреев нет никаких сомнений в том, что их родина — великий и могучий Советский Союз, многонациональное социалистическое государство, первое в мировой истории провозгласившее дружбу народов краеугольным камнем своей внешней и внутренней политики», — писал генерал в 1984 году.
С момента создания (21 апреля 1983 года) и до последнего дня своей жизни Драгунский был бессменным председателем Антисионистского комитета советской общественности (АКСО). Ф. Д. Бобков вспоминал, что «еле уговорил» Драгунского занять данный пост.
Драгунский сумел отстоять АКСО несмотря на то, что Политбюро ЦК КПСС дважды рассматривало вопрос о его закрытии.
После распада СССР он решил оставаться на своем посту. Драгунский много раз говорил, что искренне считает сионизм опасной человеконенавистнической идеологией с фашистскими практиками; что сионизм сильно повредил евреям СССР, развалил их социальную и культурную жизнь, сильно повредил евреям в продвижении.
«Сионизм концентрирует в себе крайний национализм, шовинизм, расовую нетерпимость, поощрение территориальных захватов и аннексий… сионизм, как форму расизма».
В 1984 году АПН выпустило брошюру Д. Драгунского «О чём говорят письма». Задачей автора являлась демонстрация всеобщей поддержки, которую оказывают евреи СССР Антисионистскому комитету. В брошюре Драгунский пишет:
«Как известно, сионизм — это не только идеология крупной еврейской буржуазии, но и политика воинствующего антикоммунизма… Расхваливая на все лады блага сионистского „рая“, который якобы обретут евреи, покинув Родину и перебравшись в Израиль, сионисты кричат о „национальном неравенстве“ и преследовании евреев в СССР».
Далее генерал подвергает критике эти лозунги, цитируя письма, получаемые в АКСО, в частности, письмо доктора педагогических наук, профессора А. Столяра из Могилёва: «Я горжусь тем, что вместе с миллионами соотечественников разных национальностей могу сказать словами поэта — „По национальности я — советский“. Этим всё сказано!»
Благодарность Драгунскому за помощь выражали главный редактор газеты «Биробиджанер штерн» Леонид Школьник, художественный руководитель Камерного еврейского музыкального театра Михаил Глуз, председатель общественного комитета «Дробицкий Яр» П. Сокольский и другие. В то же время, Драгунский всегда отрицательно относился к ходатайствам помочь правозащитникам и сионистским активистам, преследовавшимся Советской властью.
Много лет Д. Драгунский утверждал, что антисемитизма в СССР нет. Но можно предполагать, что в конце своей жизни он склонялся к мысли, что не всё так однозначно. В своём интервью газете «АиФ» 17 февраля 1989 года Драгунский сказал:
«Вы не хуже меня знаете, что проявления антисемитизма в последнее время в ряде случаев стали принимать организованные формы… Я считаю, что нельзя оставлять безнаказанным ни один факт проявления антисемитизма… Идеологическая работа по разоблачению антисемитизма, как и сионизма, должна быть взвешенной и продуманной…».
Но являясь человеком военной выучки, оставаясь до конца своих дней убеждённым коммунистом, он не перестает заботиться о своём детище. 1 сентября 1992 года Драгунский обратился с письмом к мэру Москвы Ю. Лужкову с требованием отменить постановление правительства Москвы о передаче помещения, занимаемого АКСО, в аренду Московскому еврейскому культурно-просветительскому обществу. Генерал возмущается решением московских властей передать помещение АКСО «неким организациям сионистского толка»… и предупреждает мэра: «Подобная практика неизбежно ведёт к разжиганию межнациональной розни…», выражая надежду, что мэр Москвы Лужков поймёт всю серьёзность и ответственность данного вопроса и примет «правильное решение».

## Воинские звания
- лейтенант (ноябрь 1936)
- старший лейтенант (4.11.1938)
- капитан (27.07.1941)
- майор (1-я пол. 1942)
- подполковник (6.10.1942)
- полковник (25.04.1944)
- генерал-майор танковых войск (3.08.1953)
- генерал-лейтенант танковых войск (9.05.1961)
- генерал-полковник танковых войск (6.11.1970)

## Награды
СССР
- Дважды Герой Советского Союза (23.09.1944, 31.05.1945)
- два ордена Ленина (23.09.1944, 21.02.1978)
- орден Октябрьской революции (21.02.1974)
- четыре ордена Красного Знамени (25.10.1938, 9.11.1943[19], 30.04.1954, 22.02.1968)
- орден Суворова 2-й степени (6.04.1945[20])
- орден Отечественной войны 1-й степени (11.05.1985[21])
- орден Дружбы народов (14.02.1985)
- два ордена Красной Звезды (22.08.1943[22] , 24.06.1948)
- орден «За службу Родине в Вооружённых Силах СССР» 3-й степени (30.04.1975)
- Медали, в том числе:
  - «За боевые заслуги» (3.11.1944)
  - «За отвагу на пожаре» (04.11.1972)
  - «За оборону Кавказа»
  - «За Победу над Германией в Великой Отечественной войне 1941—1945 гг.»
  - «За взятие Берлина»
  - «За освобождение Праги»
  - «Ветеран Вооружённых Сил СССР»
- Знак «50 лет пребывания в КПСС»

Других государств
 НРБ:
- орден «9 сентября 1944 года» I степени с мечами (14.09.1974)
- медаль «100 лет Освобождения Болгарии от османского рабства»
- медаль «90 лет со дня рождения Георгия Димитрова» (1974)
- юбилейный знак «1300 лет Болгарии» (1982)

 ВНР:
- медаль «Братство по оружию» золотой степени

 ГДР:
- орден «За заслуги перед Отечеством» II степени - серебро (08.05.1975)
- медаль «Братство по оружию» в золоте

 Китай:
- медаль «Китайско-советская дружба»

 Куба:
- медаль «30-я годовщина Революционных Вооруженных сил Кубы»

 МНР:
- орден «За боевые заслуги» (06.07.1971)
- медаль «30 лет Победы над милитаристской Японией»
- медаль «30 лет Халхин-Гольской Победы»
- медаль «40 лет Халхин-Гольской Победы»
- медаль «50 лет Монгольской Народной Революции»
- медаль «50 лет Монгольской Народной Армии»

 ПНР:
- орден Возрождения Польши 2 класса
- орден Возрождения Польши IV класс - Офицерский крест  (06.10.1973)
- Крест Храбрых (Польша) (19.12.1968)

 Чехословакия:
- Чехословацкий Военный крест 1939 года (09.04.1947)
- орден Красной Звезды (30.04.1970)
- медаль «40 лет освобождения Чехословакии Советской Армией»

## Память

Памятник Д. А. Драгунскому в Солнечногорске

- На родине дважды Героя, в селе Святск Брянской области, в 1951 году был установлен его бронзовый бюст[24]. При отселении села, попавшего в зону радиоактивного заражения после аварии на Чернобыльской АЭС, в 1995 году, этот бюст был переустановлен в городе Новозыбков.
- В городе Солнечногорске Московской области в 2009 году был установлен памятник Д. А. Драгунскому, который представляет собой бронзовую скульптуру танкиста высотой 1 м 80 см, установленную на гранитном постаменте высотой 2 м 60 см. Открытие скульптурной композиции прошло в преддверии 100-летия Драгунского, а также 80-летия Московской области и 65-летия Победы. Помимо памятника, в Солнечногорске имеется улица Драгунского.
- В его честь названа школа в городе Новозыбкове[25][26].

## Сочинения
- Дорогами подвигов. — М., 1968.
- Славой овеянная. — М., 1976.
- Годы в броне. — М.: Воениздат, 1983.